# Pobrđani (Bosanska Dubica, BiH)
Parnice je naseljeno mjesto u sastavu općine Bosanska Dubica, Republika Srpska, BiH.

## Stanovništvo
| Parnice            |              |
| godina popisa      | 1991.        |
| Srbi               | 132 (91,67%) |
| Hrvati             | 0            |
| Muslimani          | 0            |
| Jugoslaveni        | 1 (0,69%)    |
| ostali i nepoznato | 11 (7,64%)   |
| ukupno             | 144          |